# Lotta ai Giochi della X Olimpiade
Le competizioni di lotta dei Giochi della X Olimpiade si sono svolte presso il Grand Olympic Auditorium di Los Angeles dal 1° al 3 agosto 1932 per le 7 categorie della lotta libera e dal 4 al 7 agosto 1932 per quanto riguarda le 7 categorie della lotta greco-romana.

## Podi

### Lotta greco-romana
| Evento                        | Oro             | Argento          | Bronzo           |
| Pesi gallo (dettagli)         | Jakob Brendel   | Marcello Nizzola | Louis François   |
| Pesi piuma (dettagli)         | Giovanni Gozzi  | Wolfgang Ehrl    | Lauri Koskela    |
| Pesi leggeri (dettagli)       | Erik Malmberg   | Abraham Kurland  | Eduard Sperling  |
| Pesi welter (dettagli)        | Ivar Johansson  | Väinö Kajander   | Ercole Gallegati |
| Pesi medi (dettagli)          | Väinö Kokkinen  | Jean Földeak     | Axel Cadier      |
| Pesi medio-massimi (dettagli) | Rudolf Svensson | Onni Pellinen    | Mario Gruppioni  |
| Pesi massimi (dettagli)       | Carl Westergren | Josef Urban      | Nikolaus Hirschl |

### Lotta libera
| Evento                        | Oro                  | Argento        | Bronzo           |
| Pesi gallo (dettagli)         | Bob Pearce           | Ödön Zombori   | Aatos Jaskari    |
| Pesi piuma (dettagli)         | Hermanni Pihlajamäki | Ed Nemir       | Einar Karlsson   |
| Pesi leggeri (dettagli)       | Charles Pacôme       | Károly Kárpáti | Gustaf Klarén    |
| Pesi welter (dettagli)        | Jack Van Bebber      | Danny McDonald | Eino Leino       |
| Pesi medi (dettagli)          | Ivar Johansson       | Kyösti Luukko  | József Tunyogi   |
| Pesi medio-massimi (dettagli) | Peter Mehringer      | Thure Sjöstedt | Eddie Scarf      |
| Pesi massimi (dettagli)       | Johan Richthoff      | Jack Riley     | Nikolaus Hirschl |

## Medagliere
| Posizione | Paese          |    |    |    | Totale |
| --------- | -------------- | -- | -- | -- | ------ |
| 1         | Svezia         | 6  | 1  | 3  | 10     |
| 2         | Stati Uniti    | 3  | 2  | 0  | 5      |
| 3         | Finlandia      | 2  | 3  | 3  | 8      |
| 4         | Germania       | 1  | 2  | 1  | 4      |
| 5         | Italia         | 1  | 1  | 2  | 4      |
| 6         | Francia        | 1  | 0  | 1  | 2      |
| 7         | Ungheria       | 0  | 2  | 1  | 3      |
| 8         | Canada         | 0  | 1  | 0  | 1      |
| 8         | Danimarca      | 0  | 1  | 0  | 1      |
| 8         | Cecoslovacchia | 0  | 1  | 0  | 1      |
| 11        | Austria        | 0  | 0  | 2  | 2      |
| 12        | Australia      | 0  | 0  | 1  | 1      |
| Totale    | Totale         | 14 | 14 | 14 | 42     |